# Jornal da Massa
Jornal da Massa foi um telejornal brasileiro, exibido pela Rede Massa, afiliada do SBT no Paraná. O jornal estreou em 2007 no próprio SBT, sendo apresentado por Ratinho e trazendo reportagens de Dani Calabresa. Em 2009 foi transferido para a Rede Massa e era apresentado por Denian Couto, Paulo Martins e Ogier Buchi, até ser extinto em 2014.

## História
O programa estreou no dia 1 de janeiro de 2007, com uma mistura de notícias policiais e críticas ao governo, tendo também tons humorísticos. A comediante Dani Calabresa realizava reportagens humorada nas ruas de São Paulo. O telejornal conseguiu bons índices de audiência segundo o Ibope, garantindo a vice-liderança. Em agosto de 2007, Ratinho se tornou apresentador do programa Você É o Jurado, fazendo com que o jornal fosse cancelado.
Em 2009 o jornal reestreia na Rede Massa, afiliada do SBT no Paraná, pertencente a Ratinho. O apresentador não retornou ao comando, apenas produzindo o novo formato, deixando a apresentação por Denian Couto, Ogier Buchi, Ruth Bolognese e Ernani Buchmann. O formato foi reformulado, deixando a mistura com humorístico de lado e focando-se apenas como um telejornal verdadeiramente de reportagens. Em 12 de abril de 2013 Ogier Buchi se retira do programa ao vivo depois de desentendimentos com os demais apresentadores, retornando quatro meses depois. Em 28 de março de 2014, Paulo Martins e Ogier Buchi deixam a bancada, ficando apenas Denian Couto. Pressionada pelo público, a Rede Massa voltou atrás duas semanas depois. Mas em julho de 2014, o jornal parou de ser exibido de forma definitiva por decisão da própria afiliada. Uma das razões é o afastamento de Paulo Martins e Ogier Buchi da bancada com o objetivo de disputarem as eleições de 2014 como candidatos. O apresentador Denian Couto esclareceu que o horário seria utilizado pela Tribuna da Massa com ênfase no jornalismo local.

## Equipe
Apresentadores
- Ratinho (2007)
- Denian Couto (2009–2014)
- Paulo Martins (2009–2014)

Repórteres
- Dani Calabresa (2007)